# Fred Scarlett
Alexander Frederick Yorke (Fred) Scarlett (Ashford, 29 april 1975) is een Brits voormalig roeier. Scarlett maakte zijn debuut met een zesde plaats in de twee-zonder-stuurman tijdens de wereldkampioenschappen roeien 1998. Een jaar later behaalde Scarlett de zilveren medaille in de acht tijdens de wereldkampioenschappen roeien 1999. Bij Scarlett zijn olympische debuut tijdens de Olympische Zomerspelen 2000 won hij de gouden medaille in de acht.

## Resultaten
- Wereldkampioenschappen roeien 1998 in Keulen 6e in de twee-zonder-stuurman
- Wereldkampioenschappen roeien 1999 in St. Catharines  in de acht
- Olympische Zomerspelen 2000 in Sydney  in de acht

1900: Carr & DeBaecke & Exley & Geiger & Hedley & Juvenal & Lockwood & Marsh & Abell ·
1904: Cresser & Gleason & Schell & Flanagan & Armstrong & Lott & Dempsey & Exley & Abell ·
1908: Gladstone & Kelly & Johnstone & Nickalls & Burnell & Sanderson & Etherington-Smith & Bucknall & Maclagan ·
1912: Burgess & Swann & Wormald & Horsfall & Gillan & Garton & Kirby & Fleming & Wells ·
1920: Jacomini & Graves & Jordan & Moore & Sanborn & Johnston & Gallagher & King & Clark ·
1924: Carpenter & Kingsbury & Lindley & Miller & Rockefeller & Sheffield & Spock & Wilson & Stoddard ·
1928: Stalder & Brinck & Frederick & Thompson & Dally & Workman & Caldwell & Donlon & Blessing ·
1932: Salisbury & Blair & Gregg & Dunlap & Jastram & Chandler & Tower & Hall & Graham ·
1936: Morris & Day & Adam & White & McMillin & Hunt & Rantz & Hume & Moch ·
1948: I. Turner & D. Turner & Hardy & Ahlgren & Butler & Brown & Smith & Stack & Purchase ·
1952: Shakespeare & Fields & Dunbar & Murphy & Detweiler & Proctor & Frye & Stevens & Manring ·
1956: Charlton & Wight & Cooke & Beer & Esselstyn & Grimes & Wailes & Morey & Becklean ·
1960: Rulffs & Schröder & F. Schepke & K. Schepke & von Groddeck & Hopp & Bittner & Lenk & Padge ·
1964: J. Amlong & T. Amlong & Budd & Clark & Cwiklinski & Foley & Knecht & Stowe & Zimonyi ·
1968: Meyer & Schreyer & Henning & Hottenrott & Ulbricht & Hirschfelder & Siebert & Ott & Tiersch ·
1972:  Hurt & Veldman & Joyce & Hunter & Wilson & Earl & Coker & Robertson & Dickie ·
1976: Baumgart & Döhn & Klatt & Lück & Wendisch & Kostulski & Karnatz & Prudöhl & Danielowski ·
1980: Krauß & Koppe & Kons & Friedrich & Doberschütz & Karnatz & Dühring & Höing & Ludwig ·
1984: Turner & Neufeld & Evans & Main & Steele & Evans & Crawford & Horn & McMahon ·
1988: Maennig & Möllenkamp & Mellinghaus & Schultz & Wessling & Eichholz & Domian & Rabe & Klein ·
1992: Wallace & Robertson & Forgeron & Barber & Marland & Rascher & Crosby & Porter & Paul ·
1996: Zwolle & Simon & Bartman & Maasdijk & Van der Zwan & Van Steenis & Florijn & Rienks & Duyster ·
2000: Lindsay & Hunt-Davis & Dennis & Attrill & Grubor & West & Scarlett & Trapmore & Douglas ·
2004: Read & Allen & Ahrens & Hansen & Deakin & Beery & Hoopman & Volpenhein & Cipollone ·
2008: Light & Rutledge & Byrnes & Wetzel & Howard & Seiterle & Kreek & Hamilton & Price ·
2012: Adamski & Kuffner & Johannesen & Reinelt & Schmidt & Müller & Mennigen & Wilke & Sauer ·
2016: Durant & Ransley & Triggs Hodge & Gotrel & Reed & Bennett, Langridge & Satch & Hill ·
2020: Mackintosh & Bond & Murray & Brake & Williamson & Wilson & Kirkham & Macdonald & Bosworth ·
2024: Bolding & Carnegie & Gibbs & Ford & Dawson & Elwes & Digby & Rudkin & Brightmore